# Frank Vanhecke
Frank Arthur Hyppolite Vanhecke (Brugge, 30 mei 1959) is een Belgisch voormalig politicus. Hij was Europees Parlementslid van 1994 tot en met 2014. Aanvankelijk zetelde hij voor het Vlaams Blok en Vlaams Belang, van 2011 tot 2014 zetelde hij als onafhankelijke.

## Levensloop

### Jeugd
Reeds op zeer jonge leeftijd werd hij actief binnen het Taal Aktie Komitee (TAK) en de Nationalistische Studenten Vereniging (NSV). Van deze laatste organisatie zou hij later bestuurslid worden, evenals van het Nationalistisch JongStudentenVerbond (NJSV). Als scholier werd hij tevens lid van de Volksunie – waarbij hij van 1975 tot 1977 bestuurslid van de partijafdeling in Assebroek was – maar verliet in 1977 deze partij na de goedkeuring van het Egmontpact, die in radicaal Vlaams-nationalistische kringen als verraad aan de Vlaamse zaak werd beschouwd. Vervolgens sloot hij zich aan bij de Vlaams Nationale Partij (VNP) van Karel Dillen en diens opvolger Vlaams Blok.
Van 1971 tot 1977 volgde hij middelbaar onderwijs aan het Onze-Lieve-Vrouwcollege van Assebroek. Vanhecke studeerde in 1981 af aan de VUB als licentiaat in de 'Letteren en Wijsbegeerte' (communicatiewetenschappen). Van 1982 tot 1989 was hij actief in de vastgoedsector, als werknemer voor een immobiliënkantoor.

### Vlaams Blok
Voor het Vlaams Blok werd hij arrondissementeel bestuurslid en vervolgens in 1986 lid van het partijbestuur. Binnen de partij genoot hij het volste vertrouwen van voorzitter Karel Dillen en groeide hij uit tot diens rechterhand. In 1987 stond hij met onder meer Filip Dewinter en Jurgen Ceder aan de wieg van de  VBJ, de jongerenafdeling van het Vlaams Blok, die op lange termijn het voortbestaan van de partij moest verzekeren.
Vanhecke engageerde zich in het bijzonder op het Europees beleidsniveau. Van 1989 tot 1994 was hij adjunct-secretaris-generaal van de technische fractie van Europees Rechts in het Europees Parlement, die werd gevormd door Vlaams Blok-verkozene Karel Dillen, het Franse Front National van Jean-Marie Le Pen en de kleine Duitse conservatieve partij Die Republikaner. In juni 1994 werd hij zelf verkozen tot Europees Parlementslid, hetgeen hij, met een korte onderbreking tussen juni 2003 en juli 2004, uiteindelijk bleef tot aan de verkiezingen van mei 2014. In het Europees Parlement zetelde hij van 1994 tot 1997 in de commissie Sociale Zaken en Werkgelegenheid, van 1997 tot 1999 in de commissie Institutionele Zaken, van 1999 tot 2003 en opnieuw van 2004 tot 2007 in de commissie Burgerlijke Vrijheden, Justitie en Binnenlandse Zaken, van 2007 tot 2009 in de commissie Verzoekschriften, van 2009 tot 2014 in de commissie Ontwikkelingssamenwerking en subcommissie Mensenrechten en van 2013 tot 2014 in de commissie Begrotingscontrole. Van juni 2003 tot juli 2004 zetelde Vanhecke als rechtstreeks gekozen senator in de Senaat, waar hij voorzitter was van de Vlaams Blok-fractie en tevens deel uitmaakte van de commissie Buitenlandse Betrekkingen en Landsverdediging.
In het Europees Parlement vertolkte Vanhecke de eurosceptische opvattingen van zijn partij. Hij richtte zijn pijlen op het gebrek aan gesloten en bewaakte grenzen aan de buitenranden van de Europese Unie, die te vaak leidden tot ongecontroleerde asiel- en immigratiestromen richting de meer welvarende West-Europese landen. Ook hekelde hij de steeds aanzwellende budgetten voor de EU, waarbij hij vragen stelde bij de efficiëntie en de correcte besteding van deze middelen en aanklaagde dat de Vlamingen te grote nettobetalers aan het statenverband waren.
Op lokaal niveau was Vanhecke van 1995 tot 1996 en nogmaals van 2001 tot 2011 gemeenteraadslid van Brugge. In dat laatste jaar verliet hij de gemeenteraad om naar het Antwerpse Schoten te verhuizen.

### Partijvoorzitter
Op 8 juni 1996 volgde Vanhecke Karel Dillen op als partijvoorzitter van het Vlaams Blok, dat na de veroordeling van de partij voor de overtreding van de racismewet op 9 november 2004 werd herdoopt tot Vlaams Belang. Als voorzitter van de partij kantte hij zich sterk tegen het cordon sanitaire dat tegen het Vlaams Blok/Vlaams Belang was ingesteld, maar slaagde hij er niet in het cordon te verbreken.
Na de federale verkiezingen van 10 juni 2007 gaf Vanhecke toe dat het cordon de partij stemmen had gekost. De partij verloor ten opzichte van de Vlaamse verkiezingen van juni 2004, het electorale hoogtepunt van de partij, 220 000 stemmen. Vanhecke stelde tijdens de laatste kiescampagne bij de VB-aanhang een vorm van demoralisering vast. "Zij willen", aldus Vanhecke, "voor ons blijven stemmen, maar beseffend dat we niet aan het beleid kunnen deelnemen". De voorzitter kreeg als opdracht een tactiek te destilleren die de partij bij de Vlaamse verkiezingen van 2009 weer naar een overwinning moest zien te loodsen. In 2008 stelde Vanhecke zich niet meer kandidaat voor het voorzitterschap, na twaalf jaar dienst in die functie. Hij werd op 2 maart 2008 opgevolgd door Bruno Valkeniers.

### Interne strijd en vertrek uit Vlaams Belang
Onder het partijvoorzitterschap van Frank Vanhecke waren vanaf begin jaren 2000 interne spanningen in de partij ontstaan. Vanhecke wilde de partij omvormen van een radicale zweeppartij naar een rechtse beleidspartij en daarbij de aanpak en de huisstijl van het Vlaams Belang verzachten en meer gematigder maken om aantrekkelijker te worden voor potentiële coalitiepartners. Om deze piste te verkennen, werden in 2003 gesprekken aangeknoopt over een mogelijke samenwerking met de op dat moment noodlijdende N-VA, dat uit de Volksunie was ontstaan, hetgeen echter uitdraaide op een sisser. In zijn doelstelling kreeg Vanhecke de steun van de binnen de partij invloedrijke Marie-Rose Morel, die later zijn partner zou worden, maar ze botsten op de weerstand van partijboegbeelden Gerolf Annemans en Filip Dewinter, die net als de sterke Antwerpse afdeling van geen enkele matiging wilden weten en uiteindelijk aan het langste eind zouden trekken.
Op 29 november 2009 nam Vanhecke ontslag uit het partijbestuur van Vlaams Belang. Dit uit onvrede met de nieuwe samenstelling ervan, die naar zijn mening te veel gedomineerd werd door de radicale Antwerpse bestuursleden. Wel bleef hij nog Europees parlementslid voor het Vlaams Belang evenals lid van het hoogste gezagsorgaan in die partij, de partijraad. Hij bleef ook erevoorzitter van de partij.
Eind september 2010 verklaarde Vanhecke nooit meer op een kieslijst van het VB te staan. In dit verband zei hij: Ik heb, na een conflict met de partijtop, niet deelgenomen aan de jongste federale verkiezingen. Het zou zeer onkies zijn om de volgende keer, wanneer het over de verlenging van mijn Europese mandaat gaat, wél weer een verkiesbare plaats te eisen: ik zal dus nooit meer op een lijst staan. Na afloop van mijn mandaat zal ik mijn leven verder opbouwen in de privésector.
Op 11 juli 2011 verliet Vanhecke Vlaams Belang naar aanleiding van het verwijderen van de dissidente Gentse Belfort-ploeg rond Francis Van den Eynde, die naar een gematigdere partijkoers streefde, uit de partij. Hij zetelde daarna als onafhankelijke in het Europees Parlement en trad in november 2011 toe tot de eurosceptische EFD-fractie van Nigel Farage, waarvan hij tot aan het einde van zijn parlementair mandaat in 2014 ondervoorzitter was. Na zijn vertrek uit het Vlaams Belang verklaarde Vanhecke voortaan de N-VA te zullen steunen, al werd hij niet actief binnen de partij en verliet hij na de verkiezingen van mei 2014 de partijpolitiek.
Vervolgens richtte Frank Vanhecke zich op de verdere uitbouw van zijn eigen immobiliënkantoor.

### Racismeproces
Op 10 april 2008 vroeg de Minister van Justitie Jo Vandeurzen aan de Voorzitter van het Europees Parlement Hans-Gert Pöttering de opheffing van de parlementaire onschendbaarheid van Frank Vanhecke om hem te kunnen vervolgen op basis van de antiracismewet in verband met een artikel uit een publicatie van het VB. In dat bewuste artikel was sprake van vermeend vandalisme door allochtonen. Het artikel was niet door Vanhecke geschreven, wel was hij de verantwoordelijke uitgever van het lokale blad. Bij een eventuele veroordeling wegens racisme riskeerde Vanhecke zijn mandaat als Europees parlementslid te verliezen en de ontzetting uit zijn politieke rechten.
Op 18 november 2008 besliste het Europees Parlement om de parlementaire onschendbaarheid van de gewezen VB-voorzitter op te heffen. Bijgevolg kon hij vervolgd worden door de rechtbank van Dendermonde inzake de pamfletten die werden verspreid en mogelijks indruisten tegen de antiracismewet.
In 2012 werd Frank Vanhecke buiten vervolging gesteld. De twee auteurs van het bewuste artikel waren immers bekend.

### Privé
Op 8 januari 2011 trouwde hij met Marie-Rose Morel, zij overleed op 8 februari 2011. Vanhecke is vader van drie kinderen uit een vorig huwelijk en is in 2015 een derde maal gehuwd.
Gerelateerde onderwerpen: Partijprogramma · 70-puntenplan · Cordon sanitaire · Racismeklacht